# Dieu et mon droit

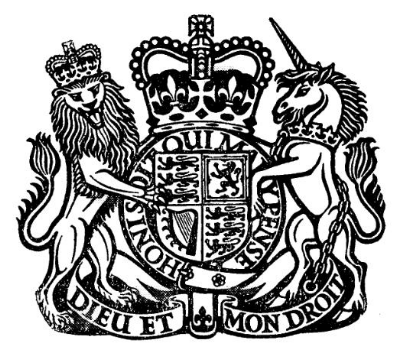
El lema apareix sota les armes reials del Regne Unit.

Dieu et mon droit ("Déu i el meu dret" en francès) ha estat emprat com a lema del monarca britànic des que va ser adoptat per Enric V (1413-1422). L'ortografia original era "Dieu et mon droict", però s'ha acabat adaptant a l'evolució de l'ortografia francesa. Fins al dia d'avui, aquest lema apareix a l'escut reial del Regne Unit.
Si es va triar un lema en francès en lloc d'un en anglès va ser perquè en aquell moment la llengua anglesa s'havia just acabat de convertir en la llengua de la classe dominant d'Anglaterra. Enric parlava el francès i havia estat coronat rei de França a més d'Anglaterra. Així doncs, el lema de l'Orde de la Lligacama, "Honi soit qui mal y pense" també està en francès.
Sembla que la frase es va fer servir per primer cop com a codi secret pel rei Ricard I el 1198 a la batalla de Gisors, quan va derrotar les forces de Felip II de França. El lema, doncs, prenia el significat que Ricard no havia obtingut el seu poder reial per cap altre mitjà que la voluntat de Déu i que, per tant, ell no podia ser subjecte a cap poder terrenal o a cap altre monarca. És una referència a l'anomenat dret diví dels reis.